# Mycetophila sergioi
Mycetophila sergioi är en tvåvingeart som beskrevs av Duret 1973. Mycetophila sergioi ingår i släktet Mycetophila och familjen svampmyggor. Inga underarter finns listade i Catalogue of Life.